# Ácido 7-aminonaftaleno-1-sulfônico
Ácido 7-aminonaftaleno-1-sulfônico, (ANSA, 7-amino-1-naphthalene sulfonic acid), ou ácido 2-aminonaftaleno-8-sulfônico é o composto orgânico de fórmula C10H9NO3S, SMILES O=S(=O)(O)c1c2c(ccc1)ccc(N)c2 e massa molecular 223,26. Apresenta densidade 1,502 g/cm3. É classificado com o número CAS 86-60-2, EINECS 201-685-0 e CBNumber CB8237057. Sinônimos: ácido 2-aminonaftaleno-8-sulfônico, ácido 2-naftilamina-8-sulfônico, ácido 7-amino-1-naftalenessulfônico, ácido 7-naftilamina-1-sulfônico, ácido de Baden, ácido Badische.

## Aplicações
É um intermediário de corantes e pigmentos sintéticos. É um dos chamados "ácidos de letras".
Entre os corantes que é intermediário, encontram-se amarelo mordente 32, amarelo ácido 20, verde direto 33  e verde direto 11.
Quando imobilizado em sílica, resulta num catalisador, formando um sítio de ácido de Brønsted  forte, que na forma de esferas na escala nanométrica, permitindo a esterificação de álcool ‘’n’’-butílico com diferentes mono e diácidos carboxílicos a 177 °C, com rendimentos de até 88% e 100% de seletividade para o éster. Este catalisador é regenerável pela lavagem com etanol e secagem a 180 °C por 24 horas.

## Segurança
Cancerígeno questionável com dados neoplastigênicos experimentais. Quando aquecido até a decomposição emite fumos tóxicos de NOx e SOx.
Assim como outros derivados sulfonados da 2-naftilamina produzem respostas de tumor pulmonar estatisticamente significativas em camundongos.